# Das Aufgebot
Das Aufgebot war eine Schweizer Wochenzeitung und eine politische Organisation (auch als Aufgebotsbewegung bezeichnet) in der Zwischenkriegs- und Zeit des Zweiten Weltkriegs im Rahmen der Geistigen Landesverteidigung.

## Geschichte
1933 begann Jacob Lorenz, der Professor für Nationalökonomie an der Universität Freiburg war, die Wochenzeitung Das Aufgebot herauszugeben und gründete bald darauf die gleichnamige Organisation.
Zeitung und Organisation strebten eine politische Erneuerung der Schweiz an. Die katholische Soziallehre war Basis des politischen Handelns, und die Wirtschaft sollte gemäss einem korporativen System organisiert werden. Es lassen sich antiliberale, antikapitalistische und antisemitische Tendenzen ausmachen. So schrieb Lorenz 1936, dass die jüdische Überfremdung in den Strassen offensichtlich geworden sei. Zudem stellte er eine «in steigendem Masse […] immer aufdringlichere jüdische Geschäftstätigkeit fest». Gerade weil sie Juden seien, dürften sie sich nicht zu weit vordrängen, weil sie sonst Fremdenfeindlichkeit auslösen würden. Das Aufgebot trat jedoch gegen Faschismus und Nationalsozialismus an und sah die «Erneuerung» auf einer christlichen und demokratischen Basis. Auch setzte es sich vehement für die Demokratie und nationale Eigenarten ein. Jacob Lorenz galt als eine massgebliche Figur, der zugetraut wurde, den Umtrieben der «Fronten» und der nationalsozialistischen Propaganda in der Schweiz entgegenzutreten.
Das Aufgebot forderte als erste Organisation die Totalrevision der Bundesverfassung, was später auch von vielen Frontenbewegungen angestrebt wurde. Deshalb kam es zu einem Abstimmungsbündnis mit den Fronten. 1935 lehnte das Volk jedoch die Totalrevision in einer Volksabstimmung über die entsprechende Initiative ab.
Das Aufgebot als Bewegung verlor daraufhin rasch an Bedeutung und wurde aufgelöst. Die Zeitung wurde noch bis 1957 herausgegeben.

## Mitstreiter
Die folgenden Persönlichkeiten veröffentlichten neben Jacob Lorenz regelmässig Beiträge im Aufgebot:
- Karl Sax (gest. 1935)
- Kuno Christen (1902–1975, ref. Pfarrer)
- Fritz H. Thommen alias «Zwingli» (geb. 1883)
- Ernst Jucker (gest. 1976)
- James Schwarzenbach
- Paul Zigerli (Nationalrat)